# Communauté de communes du SESCAL
La  communauté de communes du SESCAL  est une ancienne communauté de communes française, située dans le département du Tarn.
Elle a fusionné avec la Communauté de communes Tarn et Agout au 1er janvier 2013.

## Composition
Elle était composée au jour de sa dissolution des 8 communes suivantes (depuis le retrait de Belcastel):
| Nom                   | Code Insee | Gentilé       | Superficie (km2) | Population (dernière pop. légale) | Densité (hab./km2) |
| --------------------- | ---------- | ------------- | ---------------- | --------------------------------- | ------------------ |
| Marzens               | 81157      | Marzinois     | 11,26            | 277 (2014)                        | 25                 |
| Massac-Séran          | 81159      | Massacois     | 8,52             | 363 (2014)                        | 43                 |
| Montcabrier           | 81173      | Cabriémontois | 5,43             | 273 (2014)                        | 50                 |
| Viviers-lès-Lavaur    | 81324      | Viviérois     | 10,02            | 225 (2014)                        | 22                 |
| Villeneuve-lès-Lavaur | 81318      | Villeneuvois  | 6,16             | 150 (2014)                        | 24                 |
| Lacougotte-Cadoul     | 81126      | Cadoliens     | 8,81             | 170 (2014)                        | 19                 |
| Bannières             | 81022      | Banniérois    | 7,31             | 210 (2014)                        | 29                 |
| Veilhes               | 81310      | Veilhois      | 5,59             | 117 (2014)                        | 21                 |

## Historique
- La commune de Belcastel quitte à la communauté de communes du SESCAL pour intégrer la communauté de Communauté de communes Tarn et Agout le 1er janvier 2010.
- Au 1er janvier 2013, fusion avec la Communauté de communes Tarn et Agout.